# San Emeterio (Bimenes)
San Emeterio (Santu Medero en asturiano y oficialmente) es una parroquia del concejo asturiano de Bimenes, en España.
En sus 15,53 km² habitan un total de 803 personas (INE 2011) repartidas entre las poblaciones de El Caleyo, Cardeli, La Fontanina, Fontoria, Pedrero, Piñera, Melendreros, Mesnada, Rozadas, Santa Gadía, Taballes y La Vara.
Su iglesia parroquial se encuentra entre la aldea de Piñera y el lugar de Rozadas.

## Núcleos
| - Berizosa (La Brizosa) - Cardeli (Cardili) - Castañera - Cirgüeyalín (El Cirueyalín) - Cuestespines (Costespines) - El Caleyo (El Caliyu) - El Bocellal - El Robledal (El Robedal) - Fayacaba (Fayacava) - Fontanina (La Fontanina) - Fontoria - La Casilla (La Casiilla) - La Llera - La Presa - La Roza - La Solana - La Vara - La Velía | - Melendreros - Mellao (El Mayóu) - Mesnada (La Envesná) - Molín del Muriu - Oñardi - Peña Plano (La Peña'l Plonu) - Pedrero (Pedríu) - Piñera - Pumar (El Pumar) - Rebollal (El Rebollal) - Recimuro (El Recimuru) - Robudiellu (El Rebudiillu) - Rozadas (Rozaes) - Santa Gadía - Segredal (El Segredal) - Sienra (Xenra) - Taballes (Tabayes) - Viñay (Viñái) |